# あいおい損害保険
あいおい損害保険株式会社（あいおいそんがいほけん、英: Aioi Insurance Co.,Ltd）は、かつて存在した日本の損害保険会社の一つである。

## 概要
2001年（平成13年）4月に、大東京火災海上保険株式会社と千代田火災海上保険株式会社が合併して誕生した。また両社の生命保険を扱う子会社も同時に合併し「あいおい生命保険」となった。トヨタグループと親密である。
2010年4月に三井住友海上グループホールディングス、ニッセイ同和損害保険と経営統合し、三井住友海上グループホールディングスは同日付でMS&ADインシュアランスグループホールディングスに商号変更した。ニッセイ同和損保との合併はシステム統合の準備の都合上、同年10月と発表され、予定通り同月あいおいニッセイ同和損害保険株式会社が発足した。また子会社のあいおい生命保険も翌年2011年10月に三井住友海上きらめき生命保険と合併し「三井住友海上あいおい生命保険」となった。

## 沿革

### 日清火災海上保険・大倉火災海上保険
- 1908年（明治41年）-『保険銀行時報』が、再保険専門会社の設立を意見[1]。
- 1911年（明治44年） - 1月、八木千之助、原田十次郎、辰馬吉左衛門、岡崎藤吉（岡崎財閥）、吉田長敬、岸本五兵衛らが、火災海上の再保険専門会社として、資本金100万円にて日清火災海上保険を発起。同年10月3日創立。同月30日の総会で岸本が社長に就任。同年12月開業[2]。大阪市北区中之島[注釈 1]。
- 1916年（大正5年）- 大日本火災保険協会に加盟。
- 1917年（大正6年）- 運送保険の営業を開始。
- 1922年（大正11年）- 豊国火災海上保険（旧小樽貨物火災保険、1897年創立）が9月、日清火災海上と火災再保険取引特約を締結。[4]
- 1925年（大正14年）- 日清火災、関東大震災の打撃により新契約の引受を中止し、営業停止[4]。
- 1927年（昭和2年）- 11月18日、大倉財閥により大倉火災海上保険が設立され、休業中の日清火災を吸収合併。東京海上保険が株式13%を取得[5]。本店が東京市京橋区銀座に移転。林幾太郎が社長となる[6]。
- 1944年（昭和19年） - 大倉火災海上保険が、富国火災海上保険を吸収合併。

### 千代田火災海上保険
- 1913年 - 門野幾之進ら千代田生命保険関係者の手により、千代田火災保険が設立。
- 1945年 - 千代田火災保険が、大倉火災海上保険と合併し、大倉千代田火災海上保険となる。
- 1946年（昭和21年）- 千代田火災海上保険に改称『千代田火災海上保険』 - コトバンク。
- 1946年 - 千代田火災海上保険に改称。
- 1959年 - 千代田生命とともに東海銀行（現・三菱UFJ銀行）、トーメン（現・豊田通商）と提携。

以降、この4社に中央信託銀行（現・三井住友信託銀行）、トヨタ自動車などが加わった企業グループ「さつき会」の中核企業となり、特にトヨタとの関係は年々緊密化する。1996年の恵比寿移転後、トヨタ資本が強まっていた。

### 大東京火災海上保険

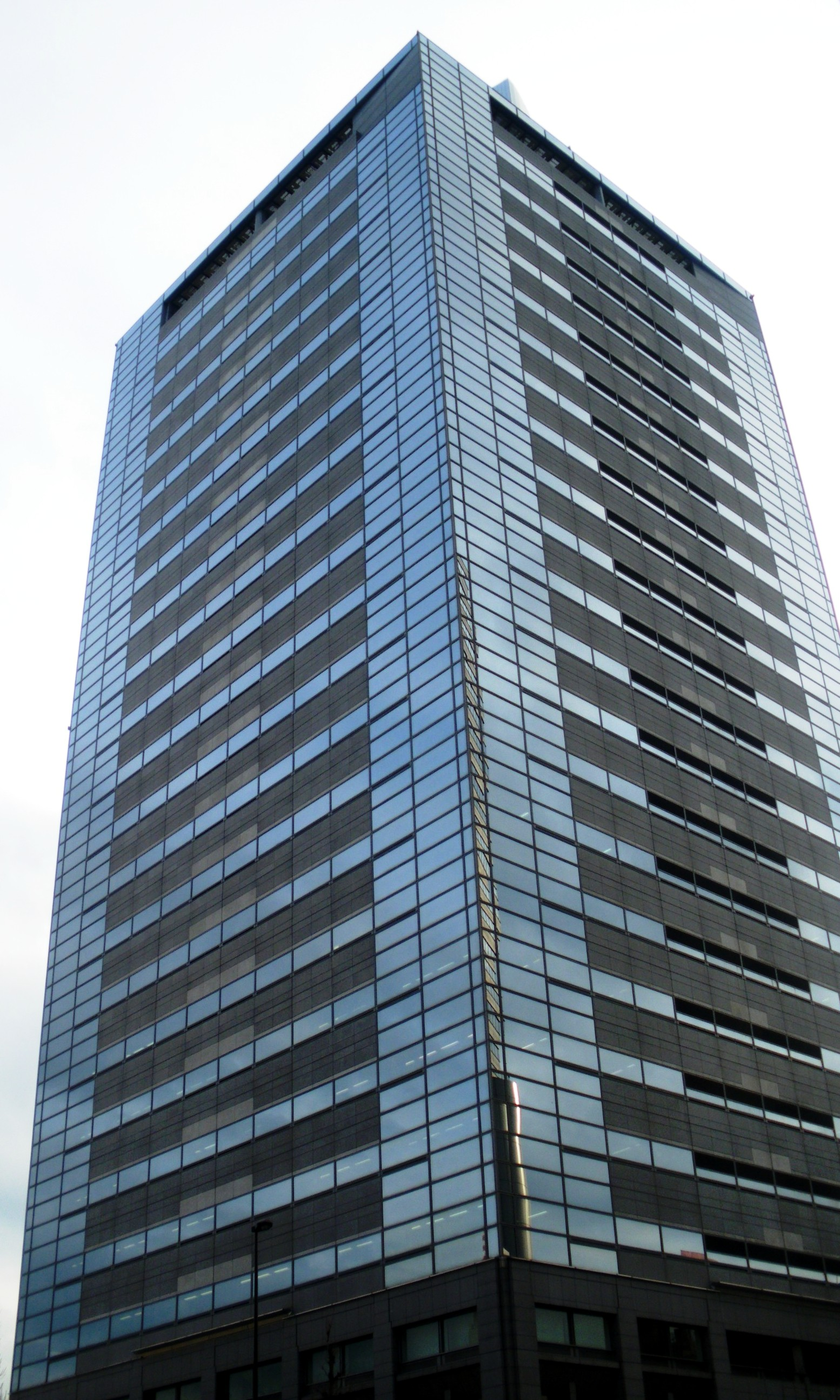
大東京火災新宿ビル（当時）

法手続上の前身会社。いわゆる動産三社の一角。社章は半鐘。野村證券が大株主で、広義の野村グループに含まれていた。このため、旧・大和銀行（現・りそな銀行）の「大輪会」に参加していたが、旧・三和銀行（現・三菱UFJ銀行）が主要取引銀行であるため、「みどり会」にも参加していた。
- 1918年 - 東京動産火災保険が設立。
- 1918年 - 東神火災保険が設立。
- 1944年 - 東京動産火災保険が、東神火災保険を合併し、大東京火災保険に改称。
- 1949年 - 大東京火災海上保険に改称。

### あいおい損害保険
- 2001年  - 大東京火災海上保険と千代田火災海上保険が合併し、あいおい損害保険に改称。
- 2010年4月1日 - 株式交換によりニッセイ同和損害保険と共に三井住友海上グループホールディングスの完全子会社となり、三井住友海上グループホールディングスは同日付でMS&ADインシュアランスグループホールディングスに商号変更[8]。
- 2010年10月1日 - あいおい損害保険がニッセイ同和損害保険株式会社と合併し、あいおいニッセイ同和損害保険株式会社に商号変更。保険商品ブランドを「TOUGH」（タフ）及び「TOUGHBiz」（タフビズ）に統一。

## 主力商品
- トップラン（自動車保険）
- 家庭総合保険
- Live Lead

## 不祥事
2005年9月27日、損保16社による保険金の不当な不払いが大量にあったことが発覚。同社はその16社の中に含まれていた。その後の2005年11月25日、新たに加えられた10社を含めた26社の内の1社となり、金融庁から業務改善命令を受けることになった。なお、この時に判明した不払い件数は29,256件、総額11億7,934万円であった。
2006年4月19日、栃木県宇都宮市にある同社代理店の社長が、2003年9月から2005年12月にかけて20人ほどの顧客から合計およそ10億円を詐取していたことが同社の社内調査により発覚。同代理店の社長は知人に対し「保険契約してくれたら高額謝礼をする」として偽の保険契約を締結し、保険証券を発行せず徴収した保険料を着服していた。なお、2006年2月時点で同社は同代理店との代理店契約を解除していた。
2006年9月29日、同年8月11日に金融庁から指示された再調査の結果が発表される。前回の調査内容を除いた上で39,139件、14億6,940万円もの不当な不払いがあった事が判明した。なお、前回の調査結果と合わせると68,395件、26億4,875万円という結果になる。
その後、損保業界で、第三分野保険の不当な不払いがあった事が判明。同社は、2006年10月31日に、これに関連する不払いの調査結果を発表。この時点で、第三分野保険では470件、1億4,500万円もの不当な不払いを行っていた事が分かっている。 これを受け、金融庁は、2007年3月14日付けで、同社に対して、業務改善命令と共に、第三分野保険商品の新商品認可申請などを同年3月15日から1ヶ月間禁じる（一部業務停止命令）、という処分をくだした。
このほか、2006年12月10日に2×4工法の建築物に対する火災保険料を取りすぎていた問題が発覚している。
2008年2月17日、読売新聞で、サブプライムローン関連の損失800億円超計上と報じられた。その一方で、多大な損失額を乗り切った企業体力が評価され、株価は上昇している。

## テレビCM出演者
| 旧千代田火災 | ウッチャンナンチャン                             |
| 旧大東京火災 | 池内淳子・丸山茂樹・加藤遥奈・杉原貴幸・小林寛子 |
| あいおい損保 | 山口智充・藤井フミヤ・和泉元彌・野田幸子         |